# Next Friday
Next Friday ist eine US-amerikanische Filmkomödie von Steve Carr aus dem Jahr 2000. Sie ist Teil einer Trilogie mit dem Vorgänger Friday aus dem Jahr 1995 und dem Nachfolger Friday After Next aus dem Jahr 2002.

## Handlung
Es ist wieder Freitag und Craig hat immer noch keinen Job. Deebo will sich an Craig rächen und bricht aus dem Gefängnis aus. Um sich vor Deebo zu schützen, verreist Craig zu seinem Onkel Elroy in die Vorstadt. Elroy lebt nach einem hohen Lottogewinn in einem ansehnlichen Haus, zusammen mit seinem Sohn Day-Day und seiner Freundin Sugar. Doch als eine zwangsläufige Versteigerung des Hauses, durch nicht bezahlte Steuern eintrifft, stellt sich heraus, dass Elroy längst das ganze Geld verprasst hat. Um die Versteigerung zu verhindern, brechen Day-Day und Craig in das Nachbarshaus der drei mexikanischen Brüder ein, um sich das nötige Geld zu klauen. Am Ende des Films werden Deebo und die mexikanischen Brüder von der Polizei verhaftet, während Craig mit dem Geld in aller Ruhe verschwindet. Danach fährt er wieder zu sich nach Hause.

## Kritiken
Susan Wloszczyna schrieb in der USA Today, der Humor des Films sei genauso frisch wie die Luft in der Toilette.
Mick LaSalle schrieb in der San Francisco Chronicle vom 12. Januar 2000, der Film sei „extrem witzig“. Er verglich ihn mit den Komödien Dumm und Dümmer und Verrückt nach Mary.

## Auszeichnungen
Nominierung für den MTV Movie Award in der Kategorie Best Comedic Performance für Ice Cube im Jahr 2000.

## Hintergründe
Die Produktion der Komödie kostete etwa 9,5 Millionen US-Dollar. Sie wurde in den USA in 1.103 Kinos vorgeführt und spielte bis zum 14. Mai 2000 etwa 57,2 Millionen US-Dollar ein.